# Ткачик товстодзьобий
Тка́чик товстодзьобий (Ploceus superciliosus) — вид горобцеподібних птахів ткачикових (Ploceidae). Мешкає в Африці на південь від Сахари.

## Опис
Довжина птаха становить 12 см, вага 19—25 г. У самців під час сезону розмноження на обличчі чорна «маска», лоб каштановий, тім'я і потилиця жовті, верхня частина тіла жовта, поцяткована оливково-коричневими смужками. Нижня частина тіла золотисто-жовта. У самців під час негніздового періоду і самиць верхня частина тіла коричнювата, нижня частина тіла тьмяно-піщана, тім'я темне, через очі проходять широкі темні смуги.

## Поширення і екологія
Товстодзьобі ткачики поширені від Сенегалу до Ефіопії, Танзанії і північної Анголи. Вони живуть у вологих тропічних лісах, саванах і чагарникових заростях на луках і плантаціях. Зустрічаються парами або невеликими зграйками, на висоті від 700 до 1700 м на рівнем моря. Живляться насінням і безхребетними. Сезон розмноження в Західній Африці триває з серпня по жовтень, у Габоні в січні-лютому, в Конго з липня по вересень. Товстодзьобі ткачики моногамні. Гніздяться парами.